# أونرتوق قيقرطاق
أونرتوق قيقرطاق (جرينلاند)، تسمى باللغة الإنجليزية جزيرة الاحترار، هي جزيرة تقع قبالة الساحل الأوسط الشرقي لجرينلاند، على بعد 550 كيلومترًا (342 ميلًا) شمال الدائرة القطبية الشمالية. صُنفت بوصفها جزيرة في سبتمبر 2005، من قبل المستكشف الأمريكي دنيس شميت. كانت موصوله بالبر الرئيسي لليفربول لاند عن طريق جليد ثلجي حتى في عام 2002، عندما بدأت الجروف الجليدية في التراجع بسرعة في هذه المنطقة، وبحلول عام 2005 لم تعد متصلة بالبر الرئيسي. يعتقد أعضاء المجتمع العلمي أن هذه الجزيرة المكتشفة حديثًا هي نتيجة مباشرة للاحتباس الحراري.

## الجدل
أثار باتريك مايكلز، عالم مناخ ومنكر للاحتباس الحراري بارز، جدلاً حول تاريخ جزيرة الاحترار في منشور على موقعه على الإنترنت، تقرير المناخ العالمي، حيث قال إن الجزيرة قد تم اكتشافها سابقًا في الخمسينيات من القرن الماضي قرب نهاية الفترة دافئة لمدة وجيزة في جرينلاند.
على الرغم من النقص العام في الخرائط التفصيلية المناسبة، وجد مايكلز خريطة نشرها إرنست هوفر، المصور الذي أجرى مسوحات جوية للمنطقة في أوائل الخمسينيات من القرن الماضي، والتي أظهرت مساحة جزيرة الاحترار غير متصلة بجرينلاند. استنتج مايكلز أن جزيرة الاحترار كانت أيضًا جزيرة منفصلة عندما لاحظها هوفر في الخمسينيات من القرن الماضي، وعلى نطاق أوسع، فإن جزيرة الاحترار هي مثال على القلق غير المبرر بشأن النتائج المستقبلية للاحتباس الحراري.
عارض دينيس شميت نظرية مايكلز في مقال لمراسل نيويورك تايمز آندي ريفكين، معتبرا أن خريطة هوفر غير دقيقة. بسبب وجود تناقضات مثل غياب جزيرة رينولدز القريبة من خريطة هوفر، اقترح أن الميزات المتناقضة تتوافق مع المنظر الجوي للمنطقة عند تغطيتها بالضباب، والتي غالبًا ما تحجب المناطق المنخفضة مثل جزيرة رينولد والجسر الجليدي الذي يربط جزيرة الاحترار بالبر الرئيسي لجرينلاند. كما لاحظ، "أرى من خلال علامات وثيقة عام 1957 أنه يجب تفسيرها على أنها تخطيطية فقط، وأنها غير مكتملة بشكل صريح.""
أوضح مايكلز أن هوفر أدرج الخريطة في كتابه "وذلك لوضع صوره وقصصه في سياقها.""
لا يوجد دليل تَصوِيرِيّ (فوتوغرافي) متاح لحل المشكلة.
كانت الجزيرة أيضًا جزءًا من جدل حصل عام 2011 عندما ضُمنت في أطلس تايمز للعالم ، جنبًا إلى جنب مع تصوير منقح للغطاء الجليدي في جرينلاند أظهر انخفاضًا بنسبة 15 ٪. بعد أن نُبه عبر وسائل الإعلام عن ذلك، أفاد المركز القومي لبيانات الجليد والثلج في الولايات المتحدة أن محرري الأطلس لزوم أنهم قد استخدموا خريطة عام 2001 التي تظهر فقط الجزء الأكثر سمكًا من الغطاء الجليدي

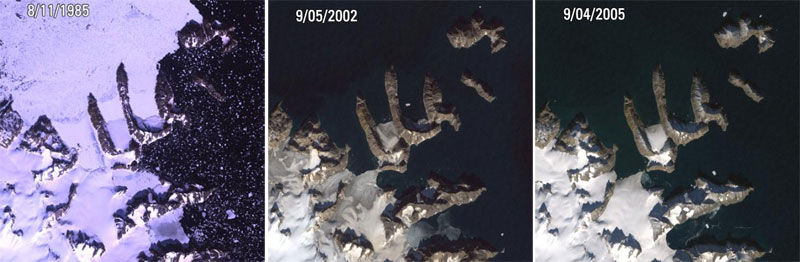
مقارنة بين صور الأقمار الصناعية بين عامي 1985 و2005.

.